# Cypres
Cypres (Cupressus) er en subtropisk planteslægt med tyve arter. Her beskrives kun den ene art, som ganske vist ikke er hårdfør i Danmark, men som er velkendt fra Middelhavsområdet.
| Beskrevne arter |

- Almindelig Cypres (Cupressus sempervirens)

| Andre arter |

- Cupressus arizonica
- Cupressus bakeri
- Cupressus cashmeriana
- Cupressus chengiana
- Cupressus duclouxiana
- Cupressus funebris
- Cupressus goveniana
- Cupressus guadalupensis
- Cupressus lusitanica
- Cupressus macnabiana
- Cupressus macrocarpa
- Cupressus sargentii
- Cupressus torulosa